# Християнське богослов'я
Християнське богослов'я — у загальновживаному сенсі позначає систему різних богословських дисциплін в рамках християнства, кожна з яких описує різні сторони віровчення і культу.
Традиційно в християнстві під богослов'ям розуміється систематичний аналіз природи, задумів і діяльності Бога як спроба, хоча і неадекватна (у силу обмеженості людських здібностей), говорити про Божу Істоту.